# Aeródromo Municipal Brigadeiro Costa Franco
O Aeródromo Municipal Brigadeiro Costa Franco, mais conhecido por Aeródromo Municipal de Lagos ou Aeródromo de Lagos, é uma infra-estrutura aeroportuária que serve o Concelho de Lagos, no Distrito de Faro, em Portugal.

## Descrição
Este aeródromo está situado a cerca de dois quilómetros do centro da cidade de Lagos, sendo propriedade da Câmara Municipal de Lagos, embora seja administrado pelo Aero Clube de Lagos, uma associação aeronáutica local. Os serviços presentes no aeródromo incluem um bar e vários hangares.

## História
Em 1938, Lagos já possuía um campo de aviação, embora em condições insuficientes para servir a cidade, sendo composto apenas por uma pista, que se alagava com frequência, situação que espelhava o fraco desenvolvimento do transporte aéreo em Portugal nessa altura. Assim, a autarquia de Lagos e a comissão de turismo local planearam a instalação de um novo campo de aviação em melhores condições, ou a ampliação do já existente, embora este empreendimento só pudesse ser feito com o apoio do governo central.
A construção do aeródromo foi empreendida por Costa Franco, durante a sua presidência da Câmara Municipal de Lagos, entre 1964 e 1972. Foi inaugurado em 16 de Maio de 1965, como Aeródromo Municipal de Lagos, tendo sido posteriormente alterada a designação, em homenagem ao seu fundador.
São aqui realizados regularmente vários eventos de aviação, como a Concentração de Aeronaves em Lagos, organizada pela Federação Aeronáutica Internacional, e a Volta Ibérica em Ultraleves, em 2002, 2005 e 2008.